# Căpușu Mic
Căpușu Mic (węg. Magyarkiskapus) – wieś w Rumunii, w okręgu Kluż, w gminie Căpușu Mare. W 2011 roku liczyła 786 mieszkańców.